# Élections départementales de 2021 dans les Landes
Les élections départementales dans les Landes ont lieu les 20 et 27 juin 2021.

## Contexte départemental

### Assemblée départementale sortante
Avant les élections, le conseil départemental des Landes est présidé par Xavier Fortinon (PS). 
Il comprend 30 conseillers départementaux issus des 15 cantons des Landes. 
| Président du conseil départemental   |       |       |      |                              |
| Xavier Fortinon (PS)                 |       |       |      |                              |
| Parti                                | Sigle | Sigle | Élus | Groupes                      |
| Majorité (20 sièges)                 |       |       |      |                              |
| Parti socialiste                     |       | PS    | 16   | Parti Socialiste             |
| Divers gauche                        |       | DVG   | 1    | Parti Socialiste             |
| Parti communiste français            |       | PCF   | 3    | Front de Gauche              |
| Opposition (10 sièges)               |       |       |      |                              |
| Mouvement démocrate                  |       | MoDem | 3    | Couleurs Landes              |
| Divers droite                        |       | DVD   | 2    | Couleurs Landes              |
| Union des démocrates et indépendants |       | UDI   | 1    | Couleurs Landes              |
| Les Républicains                     |       | LR    | 4    | Indépendants et Républicains |

## Système électoral
Les élections ont lieu au scrutin majoritaire binominal à deux tours. Le système est paritaire : les candidatures sont présentées sous la forme d'un binôme composé d'une femme et d'un homme avec leurs suppléants (une femme et un homme également).
Pour être élu au premier tour, un binôme doit obtenir la majorité absolue des suffrages exprimés et un nombre de suffrages au moins égal à 25 % des électeurs inscrits. Si aucun binôme n'est élu au premier tour, seuls peuvent se présenter au second tour les binômes qui ont obtenu un nombre de suffrages au moins égal à 12,5 % des électeurs inscrits, sans possibilité pour les binômes de fusionner. Est élu au second tour le binôme qui obtient le plus grand nombre de voix.

## Résultats à l'échelle du département

### Résultats par nuances du ministère de l'Intérieur
Les nuances utilisées par le ministère de l'Intérieur ne tiennent pas compte des alliances locales.
| Binômes                  | Binômes                     | Binômes                  | Premier tour | Premier tour | Premier tour | Second tour | Second tour | Second tour | Total | +/-           |  |
| Binômes                  | Binômes                     | Binômes                  | Voix         | %            | Sièges       | Voix        | %           | Sièges      | Total | +/-           |  |
| ------------------------ | --------------------------- | ------------------------ | ------------ | ------------ | ------------ | ----------- | ----------- | ----------- | ----- | ------------- |  |
|                          | Parti socialiste            | SOC                      | 29 778       | 24,65        | 2            | 29 869      | 26,94       | 12          | 14    | 2             |  |
|                          | Union à gauche              | UG                       | 20 859       | 17,26        | 0            | 24 196      | 21,82       | 10          | 10    | 8             |  |
|                          | Union au centre et à droite | UCD                      | 13 212       | 10,94        | 0            | 17 359      | 15,66       | 2           | 2     | Nv.           |  |
|                          | Rassemblement national      | RN                       | 12 736       | 10,54        | 0            |             |             |             | 0     | en stagnation |  |
|                          | Union à droite              | UD                       | 10 268       | 8,50         | 0            | 8 166       | 7,36        | 0           | 0     | 10            |  |
|                          | Divers droite               | DVD                      | 9 101        | 7,53         | 0            | 11 318      | 10,21       | 2           | 2     | Nv.           |  |
|                          | Écologistes                 | ECO                      | 5 241        | 4,34         | 0            |             |             |             | 0     | Nv.           |  |
|                          | Divers centre               | DVC                      | 4 083        | 3,38         | 0            | 6 505       | 5,87        | 0           | 0     | Nv.           |  |
|                          | Union au centre             | UC                       | 3 913        | 3,24         | 0            | 6 422       | 5,79        | 0           | 0     | Nv.           |  |
|                          | La France insoumise         | FI                       | 2 960        | 2,45         | 0            |             |             |             | 0     | Nv.           |  |
|                          | Divers gauche               | DVG                      | 2 881        | 2,38         | 0            | 3 973       | 3,58        | 2           | 2     | 2             |  |
|                          | Droite souverainiste        | DSV                      | 2 284        | 1,89         | 0            |             |             |             | 0     | en stagnation |  |
|                          | Union au centre et à gauche | UCG                      | 2 235        | 1,85         | 0            | 3 073       | 2,77        | 0           | 0     | Nv.           |  |
|                          | Les Républicains            | LR                       | 1 011        | 0,84         | 0            |             |             |             | 0     | Nv.           |  |
|                          | Extrême gauche              | EXG                      | 255          | 0,21         | 0            | 0           | Nv.         |             |       |               |  |
|                          |                             |                          |              |              |              |             |             |             |       |               |  |
| Suffrages exprimés       | Suffrages exprimés          | Suffrages exprimés       | 120 817      | 94,11        |              | 110 881     | 91,53       |             |       |               |  |
| Votes blancs             | Votes blancs                | Votes blancs             | 4 591        | 3,58         | 6 242        | 5,15        |             |             |       |               |  |
| Votes nuls               | Votes nuls                  | Votes nuls               | 2 971        | 2,31         | 4 013        | 3,31        |             |             |       |               |  |
| Total                    | Total                       | Total                    | 128 379      | 100          | 2            | 121 136     | 100         | 28          | 30    | en stagnation |  |
| Abstentions              | Abstentions                 | Abstentions              | 190 306      | 59,72        |              | 176 634     | 59,32       |             |       |               |  |
| Inscrits / participation | Inscrits / participation    | Inscrits / participation | 318 685      | 40,28        | 297 770      | 40,68       |             |             |       |               |  |

### Assemblée départementale élue
| Président du conseil départemental |       |       |      |                         |
| Xavier Fortinon (PS)               |       |       |      |                         |
| Parti                              | Sigle | Sigle | Élus | Groupes                 |
| Majorité (26 sièges)               |       |       |      |                         |
| Parti socialiste                   |       | PS    | 19   | Majorité départementale |
| Parti communiste français          |       | PCF   | 4    | Majorité départementale |
| Divers gauche                      |       | DVG   | 2    | Majorité départementale |
| Génération.s                       |       | G.s   | 1    | Majorité départementale |
| Opposition (4 sièges)              |       |       |      |                         |
| Divers droite                      |       | DVD   | 3    | Couleurs Landes         |
| Mouvement démocrate                |       | MoDem | 1    | Couleurs Landes         |

### Élus par canton
| Canton                  | Conseiller Sortant    | Parti | Parti | Conseiller élu       | Parti | Parti |
| ----------------------- | --------------------- | ----- | ----- | -------------------- | ----- | ----- |
| Adour Armagnac          | Marie-France Gauthier |       | DVD   | Agathe Bourretère    |       | PS    |
| Adour Armagnac          | Xavier Lagrave        |       | UDI   | Boris Vallaud        |       | PS    |
| Chalosse Tursan         | Monique Lubin         |       | PS    | Monique Lubin        |       | PS    |
| Chalosse Tursan         | Olivier Martinez      |       | PS    | Olivier Martinez     |       | PS    |
| Côte d'Argent           | Xavier Fortinon       |       | PS    | Xavier Fortinon      |       | PS    |
| Côte d'Argent           | Muriel Lagorce        |       | PS    | Muriel Lagorce       |       | PS    |
| Coteau de Chalosse      | Didier Gaugeacq       |       | PS    | Christine Fournadet  |       | PS    |
| Coteau de Chalosse      | Odile Lafitte         |       | PS    | Didier Gaugeacq      |       | PS    |
| Dax-1                   | Henri Bedat           |       | PS    | Henri Bedat          |       | PS    |
| Dax-1                   | Cathy Delmon          |       | PS    | Sylvie Peducasse     |       | PCF   |
| Dax-2                   | Gabriel Bellocq       |       | PS    | Martine Dedieu       |       | DVD   |
| Dax-2                   | Gloria Dorval         |       | DVG   | Julien Dubois        |       | DVD   |
| Grands Lacs             | Patricia Cassagne     |       | LR    | Christophe Labruyère |       | MoDem |
| Grands Lacs             | Alain Dudon           |       | LR    | Hélène Larrezet      |       | DVD   |
| Haute Lande Armagnac    | Dominique Coutière    |       | PS    | Dominique Coutière   |       | PS    |
| Haute Lande Armagnac    | Magali Valiorgue      |       | PS    | Magali Valiorgue     |       | PS    |
| Marensin-Sud            | Lionel Camblanne      |       | LR    | Cyril Gayssot        |       | PS    |
| Marensin-Sud            | Anne-Marie Dauga      |       | LR    | Sandra Tollis        |       | PS    |
| Mont-de-Marsan-1        | Mathieu Ara           |       | MoDem | Frédéric Dutin       |       | PS    |
| Mont-de-Marsan-1        | Chantal Gonthier      |       | DVD   | Salima Sensou        |       | DVG   |
| Mont-de-Marsan-2        | Muriel Crozes         |       | MoDem | Patricia Beaumont    |       | DVG   |
| Mont-de-Marsan-2        | Pierre Mallet         |       | MoDem | Julien Paris         |       | G.s   |
| Orthe et Arrigans       | Rachel Durquety       |       | PS    | Damien Delavoie      |       | PCF   |
| Orthe et Arrigans       | Yves Lahoun           |       | PCF   | Rachel Durquety      |       | PS    |
| Pays morcenais tarusate | Paul Carrère          |       | PS    | Paul Carrère         |       | PS    |
| Pays morcenais tarusate | Dominique Degos       |       | PS    | Dominique Degos      |       | PS    |
| Pays tyrossais          | Sylvie Bergeroo       |       | PS    | Sylvie Bergeroo      |       | PS    |
| Pays tyrossais          | Jean-Luc Delpuech     |       | PS    | Jean-Luc Delpuech    |       | PS    |
| Seignanx                | Eva Belin             |       | PCF   | Eva Belin            |       | PCF   |
| Seignanx                | Jean-Marc Lespade     |       | PCF   | Jean-Marc Lespade    |       | PCF   |

## Résultats par canton
Les binômes sont présentés par ordre décroissant des résultats au premier tour. En cas de victoire au second tour du binôme arrivé en deuxième place au premier, ses résultats sont indiqués en gras. 

### Canton d'Adour Armagnac
| Candidats                | Candidats                 | Partis                   | Nuance                   | Premier tour | Premier tour | Second tour | Second tour |
| Candidats                | Candidats                 | Partis                   | Nuance                   | Voix         | %            | Voix        | %           |
| ------------------------ | ------------------------- | ------------------------ | ------------------------ | ------------ | ------------ | ----------- | ----------- |
|                          | Agathe Bourreterre        | PS                       | SOC                      | 3 512        | 44,32        | 4 435       | 57,58       |
|                          | Boris Vallaud             | PS                       | SOC                      | 3 512        | 44,32        | 4 435       | 57,58       |
|                          | Jean-Michel Duclavé       | DVD                      | DVC                      | 1 935        | 24,42        | 3 267       | 42,42       |
|                          | Isabelle Méchin           | DVD                      | DVC                      | 1 935        | 24,42        | 3 267       | 42,42       |
|                          | Vincent Barrailh-Lafargue | LR                       | LR                       | 1 011        | 12,76        |             |             |
|                          | Fabienne Boueilh          | LR                       | LR                       | 1 011        | 12,76        |             |             |
|                          | Jacques Faure             | RN                       | RN                       | 1 212        | 15,29        |             |             |
|                          | Michèle Kayser            | RN                       | RN                       | 1 212        | 15,29        |             |             |
|                          | Delphine Dornbierer       | POID                     | EXG                      | 255          | 3,22         |             |             |
|                          | Daniel Huriez             | POID                     | EXG                      | 255          | 3,22         |             |             |
|                          |                           |                          |                          |              |              |             |             |
| Suffrages exprimés       | Suffrages exprimés        | Suffrages exprimés       | Suffrages exprimés       | 7 925        | 95,40        | 7 702       | 92,10       |
| Votes blancs             | Votes blancs              | Votes blancs             | Votes blancs             | 239          | 2,88         | 394         | 4,71        |
| Votes nuls               | Votes nuls                | Votes nuls               | Votes nuls               | 143          | 1,72         | 267         | 3,19        |
| Total                    | Total                     | Total                    | Total                    | 8 307        | 100          | 8 363       | 100         |
| Abstention               | Abstention                | Abstention               | Abstention               | 10 328       | 55,42        | 10 277      | 55,13       |
| Inscrits / participation | Inscrits / participation  | Inscrits / participation | Inscrits / participation | 18 635       | 44,58        | 18 640      | 44,87       |

### Canton de Chalosse Tursan
| Candidats                | Candidats                | Partis                   | Nuance                   | Premier tour | Premier tour | Second tour | Second tour |
| Candidats                | Candidats                | Partis                   | Nuance                   | Voix         | %            | Voix        | %           |
| ------------------------ | ------------------------ | ------------------------ | ------------------------ | ------------ | ------------ | ----------- | ----------- |
|                          | Monique Lubin            | PS                       | SOC                      | 4 864        | 50,76        | 5 457       | 57,86       |
|                          | Olivier Martinez         | PS                       | SOC                      | 4 864        | 50,76        | 5 457       | 57,86       |
|                          | Jean Laffitte            | DVD                      | DVD                      | 2 757        | 28,77        | 3 974       | 42,14       |
|                          | Clémence Pons            | DVD                      | DVD                      | 2 757        | 28,77        | 3 974       | 42,14       |
|                          | Hélène Laborde-Saubignac | LR                       | UD                       | 1 962        | 20,47        |             |             |
|                          | Brice Saint-Cricq        | LR                       | UD                       | 1 962        | 20,47        |             |             |
|                          |                          |                          |                          |              |              |             |             |
| Suffrages exprimés       | Suffrages exprimés       | Suffrages exprimés       | Suffrages exprimés       | 9 583        | 94,11        | 9 431       | 92,63       |
| Votes blancs             | Votes blancs             | Votes blancs             | Votes blancs             | 398          | 3,91         | 452         | 4,44        |
| Votes nuls               | Votes nuls               | Votes nuls               | Votes nuls               | 202          | 1,98         | 298         | 2,93        |
| Total                    | Total                    | Total                    | Total                    | 10 183       | 100          | 10 181      | 100         |
| Abstention               | Abstention               | Abstention               | Abstention               | 10 220       | 50,09        | 10 227      | 50,11       |
| Inscrits / participation | Inscrits / participation | Inscrits / participation | Inscrits / participation | 20 403       | 49,91        | 20 408      | 49,89       |

### Canton de Côte d'Argent
| Candidats                | Candidats                | Partis                   | Nuance                   | Premier tour | Premier tour | Second tour | Second tour |
| Candidats                | Candidats                | Partis                   | Nuance                   | Voix         | %            | Voix        | %           |
| ------------------------ | ------------------------ | ------------------------ | ------------------------ | ------------ | ------------ | ----------- | ----------- |
|                          | Xavier Fortinon          | PS                       | SOC                      | 3 752        | 44,16        | 4 636       | 53,96       |
|                          | Muriel Lagorce           | PS                       | SOC                      | 3 752        | 44,16        | 4 636       | 53,96       |
|                          | Katia Amestoy            | LR                       | UCD                      | 2 943        | 34,64        | 3 955       | 46,04       |
|                          | Philippe Mouhel          | UDI                      | UCD                      | 2 943        | 34,64        | 3 955       | 46,04       |
|                          | Nicolas Bernier          | RN                       | RN                       | 1 120        | 13,18        |             |             |
|                          | Sandrine Konrad          | RN                       | RN                       | 1 120        | 13,18        |             |             |
|                          | Pascal Canon             | LFI                      | FI                       | 475          | 5,59         |             |             |
|                          | Agnès Massie             | LFI                      | FI                       | 475          | 5,59         |             |             |
|                          | Aurélien Banquet-Royere  | DINA                     | DSV                      | 207          | 2,44         |             |             |
|                          | Madeleine Martin         | DLF                      | DSV                      | 207          | 2,44         |             |             |
|                          |                          |                          |                          |              |              |             |             |
| Suffrages exprimés       | Suffrages exprimés       | Suffrages exprimés       | Suffrages exprimés       | 8 497        | 95,36        | 8 591       | 94,41       |
| Votes blancs             | Votes blancs             | Votes blancs             | Votes blancs             | 309          | 3,47         | 384         | 4,22        |
| Votes nuls               | Votes nuls               | Votes nuls               | Votes nuls               | 104          | 1,17         | 125         | 1,37        |
| Total                    | Total                    | Total                    | Total                    | 8 910        | 100          | 9 100       | 100         |
| Abstention               | Abstention               | Abstention               | Abstention               | 11 069       | 55,40        | 10 881      | 54,46       |
| Inscrits / participation | Inscrits / participation | Inscrits / participation | Inscrits / participation | 19 979       | 44,60        | 19 981      | 45,54       |

### Canton de Coteau de Chalosse
| Candidats                | Candidats                  | Partis                   | Nuance                   | Premier tour | Premier tour | Second tour | Second tour |
| Candidats                | Candidats                  | Partis                   | Nuance                   | Voix         | %            | Voix        | %           |
| ------------------------ | -------------------------- | ------------------------ | ------------------------ | ------------ | ------------ | ----------- | ----------- |
|                          | Christine Fournadet        | PS                       | SOC                      | 4 696        | 52,40        | 5 726       | 66,64       |
|                          | Didier Gaugeacq            | PS                       | SOC                      | 4 696        | 52,40        | 5 726       | 66,64       |
|                          | Florence Bergez            | DVD                      | UCD                      | 2 294        | 25,60        | 2 867       | 33,36       |
|                          | Thierry Lanuque            | DVD                      | UCD                      | 2 294        | 25,60        | 2 867       | 33,36       |
|                          | Élisabeth Brunie           | RN                       | RN                       | 1 243        | 13,87        |             |             |
|                          | Jean-Jacques Fau           | RN                       | RN                       | 1 243        | 13,87        |             |             |
|                          | Stéphane Bruey             | EÉLV                     | ECO                      | 729          | 8,13         |             |             |
|                          | Bernadette Campagne-Ibarcq | EÉLV                     | ECO                      | 729          | 8,13         |             |             |
|                          |                            |                          |                          |              |              |             |             |
| Suffrages exprimés       | Suffrages exprimés         | Suffrages exprimés       | Suffrages exprimés       | 8 962        | 95,03        | 8 593       | 91,96       |
| Votes blancs             | Votes blancs               | Votes blancs             | Votes blancs             | 257          | 2,73         | 441         | 4,72        |
| Votes nuls               | Votes nuls                 | Votes nuls               | Votes nuls               | 212          | 2,25         | 310         | 3,32        |
| Total                    | Total                      | Total                    | Total                    | 9 431        | 100          | 9 344       | 100         |
| Abstention               | Abstention                 | Abstention               | Abstention               | 10 428       | 52,51        | 10 514      | 52,95       |
| Inscrits / participation | Inscrits / participation   | Inscrits / participation | Inscrits / participation | 19 859       | 47,49        | 19 858      | 47,05       |

### Canton de Dax-1
| Candidats                | Candidats                | Partis                   | Nuance                   | Premier tour | Premier tour | Second tour | Second tour |
| Candidats                | Candidats                | Partis                   | Nuance                   | Voix         | %            | Voix        | %           |
| ------------------------ | ------------------------ | ------------------------ | ------------------------ | ------------ | ------------ | ----------- | ----------- |
|                          | Henri Bedat              | PS                       | UG                       | 3 087        | 44,90        | 3 738       | 54,88       |
|                          | Sylvie Péducasse         | PCF                      | UG                       | 3 087        | 44,90        | 3 738       | 54,88       |
|                          | Hervé Darrigade          | DVG                      | UCG                      | 2 235        | 32,50        | 3 073       | 45,12       |
|                          | Catherine Lagrasse       | DVG                      | UCG                      | 2 235        | 32,50        | 3 073       | 45,12       |
|                          | Fleur-Amélie Delannoy    | RN                       | RN                       | 1 192        | 17,34        |             |             |
|                          | Théo Rafalovich          | RN                       | RN                       | 1 192        | 17,34        |             |             |
|                          | Jean-Claude Blanes       | DLF                      | DSV                      | 362          | 5,26         |             |             |
|                          | Yveline Brun             | DLF                      | DSV                      | 362          | 5,26         |             |             |
|                          |                          |                          |                          |              |              |             |             |
| Suffrages exprimés       | Suffrages exprimés       | Suffrages exprimés       | Suffrages exprimés       | 6 876        | 94,14        | 6 811       | 92,05       |
| Votes blancs             | Votes blancs             | Votes blancs             | Votes blancs             | 257          | 3,52         | 368         | 4,97        |
| Votes nuls               | Votes nuls               | Votes nuls               | Votes nuls               | 171          | 2,34         | 220         | 2,97        |
| Total                    | Total                    | Total                    | Total                    | 7 304        | 100          | 7 399       | 100         |
| Abstention               | Abstention               | Abstention               | Abstention               | 10 926       | 59,93        | 10 830      | 59,41       |
| Inscrits / participation | Inscrits / participation | Inscrits / participation | Inscrits / participation | 18 230       | 40,07        | 18 229      | 40,59       |

### Canton de Dax-2
| Candidats                | Candidats                | Partis                   | Nuance                   | Premier tour | Premier tour | Second tour | Second tour |
| Candidats                | Candidats                | Partis                   | Nuance                   | Voix         | %            | Voix        | %           |
| ------------------------ | ------------------------ | ------------------------ | ------------------------ | ------------ | ------------ | ----------- | ----------- |
|                          | Martine Dedieu           | DVD                      | DVD                      | 3 836        | 46,71        | 4 728       | 55,99       |
|                          | Julien Dubois            | DVD                      | DVD                      | 3 836        | 46,71        | 4 728       | 55,99       |
|                          | Gloria Dorval            | DVG                      | UG                       | 2 903        | 35,35        | 3 717       | 44,01       |
|                          | Yves Loumé               | PS                       | UG                       | 2 903        | 35,35        | 3 717       | 44,01       |
|                          | Gaylord Dalleau          | RN                       | RN                       | 1 047        | 12,75        |             |             |
|                          | Sylvie Franceschini      | RN                       | RN                       | 1 047        | 12,75        |             |             |
|                          | Christiane Colignon      | LFI                      | FI                       | 427          | 5,20         |             |             |
|                          | Gilles Dumont            | LFI                      | FI                       | 427          | 5,20         |             |             |
|                          |                          |                          |                          |              |              |             |             |
| Suffrages exprimés       | Suffrages exprimés       | Suffrages exprimés       | Suffrages exprimés       | 8 213        | 96,18        | 8 445       | 94,80       |
| Votes blancs             | Votes blancs             | Votes blancs             | Votes blancs             | 198          | 2,32         | 295         | 3,31        |
| Votes nuls               | Votes nuls               | Votes nuls               | Votes nuls               | 128          | 1,50         | 168         | 1,89        |
| Total                    | Total                    | Total                    | Total                    | 8 539        | 100          | 8 908       | 100         |
| Abstention               | Abstention               | Abstention               | Abstention               | 12 991       | 60,34        | 12 627      | 58,63       |
| Inscrits / participation | Inscrits / participation | Inscrits / participation | Inscrits / participation | 21 530       | 39,66        | 21 535      | 41,37       |

### Canton des Grands Lacs
| Candidats                | Candidats                | Partis                   | Nuance                   | Premier tour | Premier tour | Second tour | Second tour |
| Candidats                | Candidats                | Partis                   | Nuance                   | Voix         | %            | Voix        | %           |
| ------------------------ | ------------------------ | ------------------------ | ------------------------ | ------------ | ------------ | ----------- | ----------- |
|                          | Christophe Labruyère     | MoDem                    | UCD                      | 3 271        | 34,61        | 5 086       | 57,66       |
|                          | Hélène Larrezet          | DVD                      | UCD                      | 3 271        | 34,61        | 5 086       | 57,66       |
|                          | Patricia Cassagne        | LR                       | UD                       | 2 050        | 21,69        | 3 735       | 42,34       |
|                          | Alain Dudon              | LR                       | UD                       | 2 050        | 21,69        | 3 735       | 42,34       |
|                          | Daniel Large             | GRS                      | UG                       | 1 987        | 21,02        |             |             |
|                          | Laure Nayach             | PS                       | UG                       | 1 987        | 21,02        |             |             |
|                          | Rachida Belkacemi        | RN                       | RN                       | 1 832        | 19,38        |             |             |
|                          | Michel Fossey            | RN                       | RN                       | 1 832        | 19,38        |             |             |
|                          | Christophe Bardin        | DLF                      | DSV                      | 312          | 3,30         |             |             |
|                          | Fabiana Da Costa Achando | DLF                      | DSV                      | 312          | 3,30         |             |             |
|                          |                          |                          |                          |              |              |             |             |
| Suffrages exprimés       | Suffrages exprimés       | Suffrages exprimés       | Suffrages exprimés       | 9 452        | 95,38        | 8 821       | 86,21       |
| Votes blancs             | Votes blancs             | Votes blancs             | Votes blancs             | 216          | 2,18         | 770         | 7,53        |
| Votes nuls               | Votes nuls               | Votes nuls               | Votes nuls               | 242          | 2,44         | 641         | 6,26        |
| Total                    | Total                    | Total                    | Total                    | 9 910        | 100          | 10 232      | 100         |
| Abstention               | Abstention               | Abstention               | Abstention               | 18 750       | 65,42        | 18 429      | 64,30       |
| Inscrits / participation | Inscrits / participation | Inscrits / participation | Inscrits / participation | 28 660       | 34,58        | 28 661      | 35,70       |

### Canton de Haute Lande Armagnac
| Candidats                | Candidats                | Partis                   | Nuance                   | Premier tour | Premier tour | Second tour | Second tour |
| Candidats                | Candidats                | Partis                   | Nuance                   | Voix         | %            | Voix        | %           |
| ------------------------ | ------------------------ | ------------------------ | ------------------------ | ------------ | ------------ | ----------- | ----------- |
|                          | Dominique Coutière       | PS                       | SOC                      | 4 151        | 62,38        | 4 589       | 70,95       |
|                          | Magali Valiorgue         | PS                       | SOC                      | 4 151        | 62,38        | 4 589       | 70,95       |
|                          | Geneviève Balland        | DVD                      | UCD                      | 1 410        | 21,19        | 1 879       | 29,05       |
|                          | Gilles Laporte           | MR                       | UCD                      | 1 410        | 21,19        | 1 879       | 29,05       |
|                          | René Fraigneau           | DLF                      | DSV                      | 1 093        | 16,43        |             |             |
|                          | Marie-Mauricette Mathieu | DLF                      | DSV                      | 1 093        | 16,43        |             |             |
|                          |                          |                          |                          |              |              |             |             |
| Suffrages exprimés       | Suffrages exprimés       | Suffrages exprimés       | Suffrages exprimés       | 6 654        | 90,78        | 6 468       | 88,82       |
| Votes blancs             | Votes blancs             | Votes blancs             | Votes blancs             | 378          | 5,16         | 445         | 6,11        |
| Votes nuls               | Votes nuls               | Votes nuls               | Votes nuls               | 298          | 4,07         | 369         | 5,07        |
| Total                    | Total                    | Total                    | Total                    | 7 330        | 100          | 7 282       | 100         |
| Abstention               | Abstention               | Abstention               | Abstention               | 9 649        | 56,83        | 9 697       | 57,11       |
| Inscrits / participation | Inscrits / participation | Inscrits / participation | Inscrits / participation | 16 979       | 43,17        | 16 979      | 42,89       |

### Canton du Marensin-Sud
| Candidats                | Candidats                | Partis                   | Nuance                   | Premier tour | Premier tour | Second tour | Second tour |
| Candidats                | Candidats                | Partis                   | Nuance                   | Voix         | %            | Voix        | %           |
| ------------------------ | ------------------------ | ------------------------ | ------------------------ | ------------ | ------------ | ----------- | ----------- |
|                          | Cyril Gayssot            | DVG                      | UG                       | 3 316        | 34,48        | 5 108       | 53,55       |
|                          | Sandra Tollis            | DVG                      | UG                       | 3 316        | 34,48        | 5 108       | 53,55       |
|                          | Claudia Bergère          | DVD                      | UD                       | 2 293        | 23,85        | 4 431       | 46,45       |
|                          | Lionel Camblanne         | LR                       | UD                       | 2 293        | 23,85        | 4 431       | 46,45       |
|                          | Christian Boireau        | EÉLV                     | ECO                      | 1 418        | 14,75        |             |             |
|                          | Sybille Lefevre          | EÉLV                     | ECO                      | 1 418        | 14,75        |             |             |
|                          | Stéphane David           | RN                       | RN                       | 1 388        | 14,43        |             |             |
|                          | Coralie Œuf              | RN                       | RN                       | 1 388        | 14,43        |             |             |
|                          | Benoît de Valicourt      | LREM                     | UD                       | 1 201        | 12,49        |             |             |
|                          | Myriam Langlois          | DVD                      | UD                       | 1 201        | 12,49        |             |             |
|                          |                          |                          |                          |              |              |             |             |
| Suffrages exprimés       | Suffrages exprimés       | Suffrages exprimés       | Suffrages exprimés       | 9 616        | 95,49        | 9 539       | 91,84       |
| Votes blancs             | Votes blancs             | Votes blancs             | Votes blancs             | 285          | 2,83         | 298         | 5,30        |
| Votes nuls               | Votes nuls               | Votes nuls               | Votes nuls               | 169          | 1,68         | 550         | 2,87        |
| Total                    | Total                    | Total                    | Total                    | 10 070       | 100          | 10 387      | 100         |
| Abstention               | Abstention               | Abstention               | Abstention               | 17 089       | 62,92        | 16 772      | 61,75       |
| Inscrits / participation | Inscrits / participation | Inscrits / participation | Inscrits / participation | 27 159       | 37,08        | 27 159      | 38,25       |

### Canton de Mont-de-Marsan-1
| Candidats                | Candidats                | Partis                   | Nuance                   | Premier tour | Premier tour | Second tour | Second tour |
| Candidats                | Candidats                | Partis                   | Nuance                   | Voix         | %            | Voix        | %           |
| ------------------------ | ------------------------ | ------------------------ | ------------------------ | ------------ | ------------ | ----------- | ----------- |
|                          | Frédéric Dutin           | PS                       | UG                       | 1 763        | 30,57        | 2 809       | 51,57       |
|                          | Salima Sensou            | PS                       | UG                       | 1 763        | 30,57        | 2 809       | 51,57       |
|                          | Mathieu Ara              | MoDem                    | UC                       | 1 467        | 25,44        | 2 638       | 48,43       |
|                          | Marie-Pierre Gazo        | MoDem                    | UC                       | 1 467        | 25,44        | 2 638       | 48,43       |
|                          | Marie-Christine Bourdieu | LR                       | UD                       | 981          | 17,01        |             |             |
|                          | Gilles Chauvin           | LR                       | UD                       | 981          | 17,01        |             |             |
|                          | Michel Dufay             | RN                       | RN                       | 936          | 16,23        |             |             |
|                          | Renée Igounet            | RN                       | RN                       | 936          | 16,23        |             |             |
|                          | Laure Cadinot            | DVG                      | DVG                      | 458          | 7,94         |             |             |
|                          | Nabil Hedar              | DVG                      | DVG                      | 458          | 7,94         |             |             |
|                          | Pierre Prieto            | DLF                      | DSV                      | 162          | 2,81         |             |             |
|                          | Danièle Proux            | DLF                      | DSV                      | 162          | 2,81         |             |             |
|                          |                          |                          |                          |              |              |             |             |
| Suffrages exprimés       | Suffrages exprimés       | Suffrages exprimés       | Suffrages exprimés       | 5 767        | 93,50        | 5 447       | 88,51       |
| Votes blancs             | Votes blancs             | Votes blancs             | Votes blancs             | 242          | 3,92         | 458         | 7,44        |
| Votes nuls               | Votes nuls               | Votes nuls               | Votes nuls               | 159          | 2,58         | 249         | 4,05        |
| Total                    | Total                    | Total                    | Total                    | 6 168        | 100          | 6 154       | 100         |
| Abstention               | Abstention               | Abstention               | Abstention               | 10 468       | 62,92        | 10 486      | 63,02       |
| Inscrits / participation | Inscrits / participation | Inscrits / participation | Inscrits / participation | 16 636       | 37,08        | 16 640      | 36,98       |

### Canton de Mont-de-Marsan-2
| Candidats                | Candidats                | Partis                   | Nuance                   | Premier tour | Premier tour | Second tour | Second tour |
| Candidats                | Candidats                | Partis                   | Nuance                   | Voix         | %            | Voix        | %           |
| ------------------------ | ------------------------ | ------------------------ | ------------------------ | ------------ | ------------ | ----------- | ----------- |
|                          | Cathy Dupouy             | MoDem                    | UC                       | 2 446        | 31,13        | 3 784       | 48,78       |
|                          | Pierre Mallet            | MoDem                    | UC                       | 2 446        | 31,13        | 3 784       | 48,78       |
|                          | Patricia Beaumont        | DVG                      | DVG                      | 2 423        | 30,83        | 3 973       | 51,22       |
|                          | Julien Paris             | G.s                      | DVG                      | 2 423        | 30,83        | 3 973       | 51,22       |
|                          | Véronique Rivoire        | RN                       | RN                       | 1 227        | 15,61        |             |             |
|                          | Pascal Villin            | RN                       | RN                       | 1 227        | 15,61        |             |             |
|                          | René Dupré               | LR                       | UD                       | 936          | 11,91        |             |             |
|                          | Nathalie Gass            | LR                       | UD                       | 936          | 11,91        |             |             |
|                          | Vincent Descargues       | EÉLV                     | ECO                      | 826          | 10,51        |             |             |
|                          | Marie-Claire Dupouy      | EÉLV                     | ECO                      | 826          | 10,51        |             |             |
|                          |                          |                          |                          |              |              |             |             |
| Suffrages exprimés       | Suffrages exprimés       | Suffrages exprimés       | Suffrages exprimés       | 7 858        | 94,49        | 7 757       | 91,06       |
| Votes blancs             | Votes blancs             | Votes blancs             | Votes blancs             | 270          | 3,25         | 429         | 5,04        |
| Votes nuls               | Votes nuls               | Votes nuls               | Votes nuls               | 188          | 2,26         | 333         | 3,91        |
| Total                    | Total                    | Total                    | Total                    | 8 316        | 100          | 8 519       | 100         |
| Abstention               | Abstention               | Abstention               | Abstention               | 13 146       | 61,25        | 12 945      | 60,31       |
| Inscrits / participation | Inscrits / participation | Inscrits / participation | Inscrits / participation | 21 462       | 38,75        | 21 464      | 39,69       |

### Canton d'Orthe et Arrigans
| Candidats                | Candidats                | Partis                   | Nuance                   | Premier tour | Premier tour | Second tour | Second tour |
| Candidats                | Candidats                | Partis                   | Nuance                   | Voix         | %            | Voix        | %           |
| ------------------------ | ------------------------ | ------------------------ | ------------------------ | ------------ | ------------ | ----------- | ----------- |
|                          | Damien Delavoie          | PCF                      | UG                       | 3 940        | 56,41        | 4 464       | 63,05       |
|                          | Rachel Durquety          | PS                       | UG                       | 3 940        | 56,41        | 4 464       | 63,05       |
|                          | Didier Sakellarides      | DVD                      | DVD                      | 2 508        | 35,91        | 2 616       | 36,95       |
|                          | Marie-José Siberchicot   | DVD                      | DVD                      | 2 508        | 35,91        | 2 616       | 36,95       |
|                          | Flavie Decan             | LFI                      | FI                       | 536          | 7,67         |             |             |
|                          | Bertrand Lataillade      | LFI                      | FI                       | 536          | 7,67         |             |             |
|                          |                          |                          |                          |              |              |             |             |
| Suffrages exprimés       | Suffrages exprimés       | Suffrages exprimés       | Suffrages exprimés       | 6 984        | 92,14        | 7 080       | 93,17       |
| Votes blancs             | Votes blancs             | Votes blancs             | Votes blancs             | 397          | 5,24         | 336         | 4,42        |
| Votes nuls               | Votes nuls               | Votes nuls               | Votes nuls               | 199          | 2,63         | 183         | 2,41        |
| Total                    | Total                    | Total                    | Total                    | 7 580        | 100          | 7 599       | 100         |
| Abstention               | Abstention               | Abstention               | Abstention               | 10 753       | 58,65        | 10 738      | 58,56       |
| Inscrits / participation | Inscrits / participation | Inscrits / participation | Inscrits / participation | 18 333       | 41,35        | 18 337      | 41,44       |

### Canton du Pays morcenais tarusate
| Candidats                | Candidats                | Partis                   | Nuance                   | Premier tour | Premier tour |
| Candidats                | Candidats                | Partis                   | Nuance                   | Voix         | %            |
| ------------------------ | ------------------------ | ------------------------ | ------------------------ | ------------ | ------------ |
|                          | Paul Carrère             | PS                       | SOC                      | 5 801        | 71,03        |
|                          | Dominique Degos          | PS                       | SOC                      | 5 801        | 71,03        |
|                          | Isabelle Dupouy          | DVD                      | UCD                      | 1 690        | 20,69        |
|                          | Denis Labarère           | DVD                      | UCD                      | 1 690        | 20,69        |
|                          | Danielle Courdavault     | LFI                      | FI                       | 676          | 8,28         |
|                          | Mickaël Eeckhoudt        | LFI                      | FI                       | 676          | 8,28         |
|                          |                          |                          |                          |              |              |
| Suffrages exprimés       | Suffrages exprimés       | Suffrages exprimés       | Suffrages exprimés       | 8 167        | 90,41        |
| Votes blancs             | Votes blancs             | Votes blancs             | Votes blancs             | 499          | 5,52         |
| Votes nuls               | Votes nuls               | Votes nuls               | Votes nuls               | 367          | 4,06         |
| Total                    | Total                    | Total                    | Total                    | 9 033        | 100          |
| Abstention               | Abstention               | Abstention               | Abstention               | 11 913       | 56,87        |
| Inscrits / participation | Inscrits / participation | Inscrits / participation | Inscrits / participation | 20 946       | 43,13        |

### Canton du Pays tyrossais
| Candidats                | Candidats                | Partis                   | Nuance                   | Premier tour | Premier tour | Second tour | Second tour |
| Candidats                | Candidats                | Partis                   | Nuance                   | Voix         | %            | Voix        | %           |
| ------------------------ | ------------------------ | ------------------------ | ------------------------ | ------------ | ------------ | ----------- | ----------- |
|                          | Sylvie Bergeroo          | PS                       | SOC                      | 3 002        | 33,91        | 5 026       | 58,46       |
|                          | Jean-Luc Delpuech        | PS                       | SOC                      | 3 002        | 33,91        | 5 026       | 58,46       |
|                          | Henri Arbeille           | DVD                      | UCD                      | 1 604        | 18,12        | 3 572       | 41,54       |
|                          | Thérèse Lafitte          | DVD                      | UCD                      | 1 604        | 18,12        | 3 572       | 41,54       |
|                          | Patrick Corréas          | RN                       | RN                       | 1 539        | 17,39        |             |             |
|                          | Mélissa Giacalone        | RN                       | RN                       | 1 539        | 17,39        |             |             |
|                          | Joëlle Taillefer         | EÉLV                     | ECO                      | 1 268        | 14,32        |             |             |
|                          | Eric Toulouze            | EÉLV                     | ECO                      | 1 268        | 14,32        |             |             |
|                          | Maïté Saint-Pau Comet    | LR                       | UD                       | 845          | 9,55         |             |             |
|                          | Marc Vernier             | DVD                      | UD                       | 845          | 9,55         |             |             |
|                          | Sophie Arnaudeau         | LFI                      | FI                       | 446          | 5,04         |             |             |
|                          | Philippe Martin          | LFI                      | FI                       | 446          | 5,04         |             |             |
|                          | Catherine Guillen        | DLF                      | DSV                      | 148          | 1,67         |             |             |
|                          | Jean-Pierre Pourrut      | DLF                      | DSV                      | 148          | 1,67         |             |             |
|                          |                          |                          |                          |              |              |             |             |
| Suffrages exprimés       | Suffrages exprimés       | Suffrages exprimés       | Suffrages exprimés       | 8 852        | 95,31        | 8 598       | 90,70       |
| Votes blancs             | Votes blancs             | Votes blancs             | Votes blancs             | 278          | 2,99         | 549         | 5,79        |
| Votes nuls               | Votes nuls               | Votes nuls               | Votes nuls               | 158          | 1,70         | 333         | 3,51        |
| Total                    | Total                    | Total                    | Total                    | 9 288        | 100          | 9 480       | 100         |
| Abstention               | Abstention               | Abstention               | Abstention               | 18 564       | 66,65        | 18 375      | 65,97       |
| Inscrits / participation | Inscrits / participation | Inscrits / participation | Inscrits / participation | 27 852       | 33,35        | 27 855      | 34,03       |

### Canton du Seignanx
| Candidats                | Candidats                | Partis                   | Nuance                   | Premier tour | Premier tour | Second tour | Second tour |
| Candidats                | Candidats                | Partis                   | Nuance                   | Voix         | %            | Voix        | %           |
| ------------------------ | ------------------------ | ------------------------ | ------------------------ | ------------ | ------------ | ----------- | ----------- |
|                          | Eva Belin                | PCF                      | UG                       | 3 863        | 52,13        | 4 360       | 57,38       |
|                          | Jean-Marc Lespade        | PCF                      | UG                       | 3 863        | 52,13        | 4 360       | 57,38       |
|                          | Olivier Barrière         | DVD                      | DVC                      | 2 148        | 28,98        | 3 238       | 42,62       |
|                          | Mylène Larrieu           | DVD                      | DVC                      | 2 148        | 28,98        | 3 238       | 42,62       |
|                          | Gérard Claverie          | EÉLV                     | ECO                      | 1 000        | 13,49        |             |             |
|                          | Marie-Ange Delavenne     | EÉLV                     | ECO                      | 1 000        | 13,49        |             |             |
|                          | David Brutails           | LFI                      | FI                       | 400          | 5,40         |             |             |
|                          | Caroline Dacharry        | LFI                      | FI                       | 400          | 5,40         |             |             |
|                          |                          |                          |                          |              |              |             |             |
| Suffrages exprimés       | Suffrages exprimés       | Suffrages exprimés       | Suffrages exprimés       | 7 411        | 92,52        | 7 598       | 92,79       |
| Votes blancs             | Votes blancs             | Votes blancs             | Votes blancs             | 368          | 4,59         | 371         | 4,53        |
| Votes nuls               | Votes nuls               | Votes nuls               | Votes nuls               | 231          | 2,88         | 219         | 2,67        |
| Total                    | Total                    | Total                    | Total                    | 8 010        | 100          | 8 188       | 100         |
| Abstention               | Abstention               | Abstention               | Abstention               | 14 012       | 63,63        | 13 836      | 62,82       |
| Inscrits / participation | Inscrits / participation | Inscrits / participation | Inscrits / participation | 22 022       | 36,37        | 22 024      | 37,18       |